# رحلة الخطوط الجوية الأذرية رقم 217
رحلة الخطوط الجوية الأذرية رقم 217 كانت رحلة ركاب مجدولة بين باكو وأكتاو في كازاخستان. تحطمت الطائرة في بحر قزوين في حوالي الساعة 22:40 بتاريخ 23 ديسمبر 2005. كانت الطائرة من طراز أنتونوف أن-140.

## الحادث
بعد حوالي خمس دقائق من الإقلاع ليلاً من مطار باكو، أبلغ الطاقم عن فشل في الأنظمة. وأثناء تحليق الطائرة فوق بحر قزوين ليلاً بدون أدوات طيران، واجه الطاقم صعوبة في تقدير معايير الطيران. وأثناء محاولتهم العودة إلى باكو، تحطمت الطائرة بعد فترة وجيزة على شاطئ بحر قزوين، مما أدى إلى وفاة جميع الركاب وأفراد الطاقم.

## العواقب
علقت شركة الطيران الأذربيجانية رحلاتها التي كانت تُشغّل بواسطة طائرات أنتونوف ان-140 المتبقية لديها وألغت خططها لطلب طائرتين إضافيتين من نفس النوع.

## التحقيق
أُجريت تحقيقات في الحادث، وأظهرت النتائج الأولية أن فشل النظام كان السبب الرئيسي للمشكلة. وأكدت التحقيقات أن الطاقم واجه صعوبات في التحكم بالطائرة بسبب فقدان أدوات الطيران أثناء الرحلة الليلية فوق بحر قزوين، مما أدى إلى فقدان السيطرة وسقوط الطائرة.